# Federació d'Associacions Veïnals de Barcelona
La Federació d'Associacions Veïnals de Barcelona és un organisme que coordina les diverses associacions de veïns de la ciutat.
L'any 1970 va sorgir les primeres comissions de barri a Barcelona, i l'abril del 1972 una assemblea a la qual van assistir 300 veïns va aprovar un programa reivindicatiu. El 1971 es creà la Coordinadora de Barrios de l'Obra Sindical del Hogar. El 28 de juliol de 1972 s'autoritzà la FAVB, formada fonamentalment per associacions de carrer (els «bombillaires»), presidida per Juan Frías. El 1972 es fundà la il·legal Coordinadora de Sant Antoni, formada per 17 barris i que al 1974 entrà a la FAVB, essent elegit president Albert Pons i Valón. El 1975 comencaren a funcionar les primeres vocalies de dones.
Des del 1992 editen la revista Carrer.